# Zowk
Zowk – wieś w Armenii, w prowincji Kotajk. W 2011 roku liczyła 901 mieszkańców.